# كرايغ روبرتسون
كرايغ روبرتسون (بالإنجليزية: Craig Robertson)‏ (22 أبريل 1963 بدنفيرملين في المملكة المتحدة - ) هو لاعب كرة قدم بريطاني في مركز الوسط. لعب مع دونفرملين أثلتيك وريث روفرز ونادي أبردين.

## وصلات خارجية
- كرايغ روبرتسون على موقع قاعدة بيانات كرة القدم.إي يو (الإنجليزية)
- كرايغ روبرتسون على موقع Soccerbase.com (لاعب) (الإنجليزية)